# Kaieteur News
 (mai 2025).
Motif : absence totale de sources secondaires. rien dans l'article ne dit en quoi ce quotidien est notoire.
- Archive Wikiwix
- Bing
- Cairn
- DuckDuckGo
- E. Universalis
- Gallica
- Google
- G. Books
- G. News
- G. Scholar
- Persée
- Qwant
- (zh) Baidu
- (ru) Yandex
- (wd) trouver des œuvres sur Wikidata

| 1. | Préciser le motif de la pose du bandeau. | Précisez le motif de la pose du bandeau en utilisant la syntaxe suivante : {{admissibilité à vérifier\|date=juin 2025\|motif=remplacez ce texte par le motif}}                     |
| 2. | Informer les utilisateurs concernés.     | Pensez à avertir le créateur de l'article, par exemple, en insérant le code ci-dessous sur sa page de discussion : {{subst:avertissement admissibilité à vérifier\|Kaieteur News}} |

Kaieteur News est un journal quotidien guyanien fondé le 4 avril 1994.

## Biographie
Kaieteur News est fondé le 4 avril 1994,. Selon Freddie Kissoon, ancien chroniqueur au Stabroek News, le Kaieteur News s’est imposé en quelques années comme un concurrent du Stabroek News au Guyana. 